# 阿拉贡广场站
阿拉贡广场站（西班牙語：Plaza Aragón）是墨西哥城地铁B线的一座地上中间车站，位于墨西哥州埃卡特佩克市圣奥古斯汀街区及伊格纳西奥·阿连德街区之间的卡洛斯·汉克·冈萨雷斯大道。

## 车站命名及标识
车站得名于附近的阿拉贡商业广场，系墨西哥Frisa集团旗下连锁商业中心品牌Multiplaza在埃卡特佩克的分店。
该站的标志为露天集市上的一个摊位。

## 车站历史
该站于2000年11月30日与延长至埃卡特佩克境内的墨西哥城地铁B线北段一同开通。

## 周边重要建筑
- 阿拉贡商业广场
- 墨西哥国家社会保障局196号区域综合医院（又名菲德尔·维拉斯克斯·桑切斯医院）